# Simulium africanum
Simulium africanum es una especie de insecto del género Simulium, familia Simuliidae, orden Diptera.
Fue descrita científicamente por Gibbins en 1934.